# Haarstrang (Gattung)
Haarstrang (Peucedanum) ist eine Pflanzengattung innerhalb der Familie der Doldenblütler (Apiaceae). Die 100 bis 120 Arten sind in Eurasien und Afrika verbreitet.

## Beschreibung

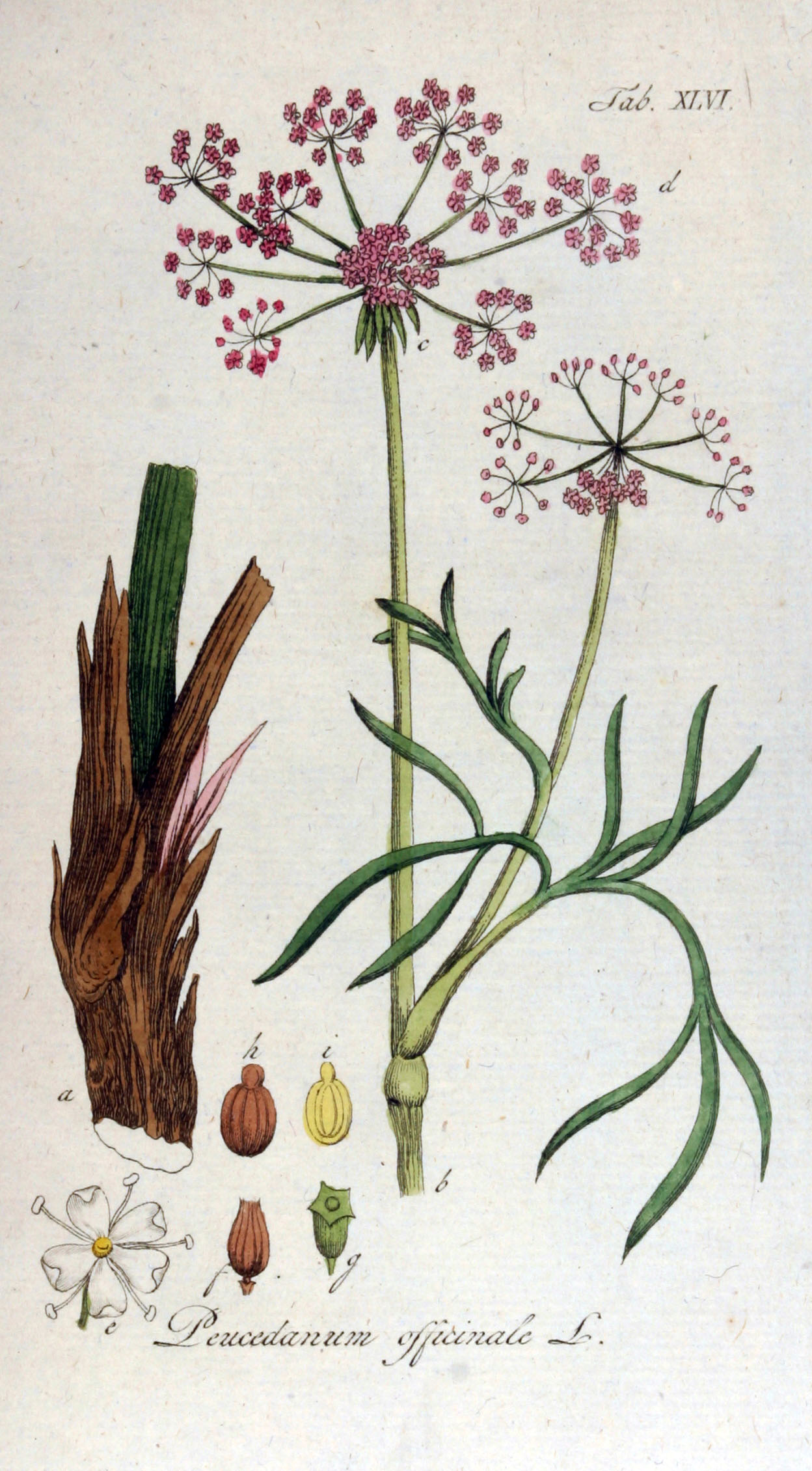
Illustration von Adolphus Ypey des Echten Haarstrang (Peucedanum officinale)

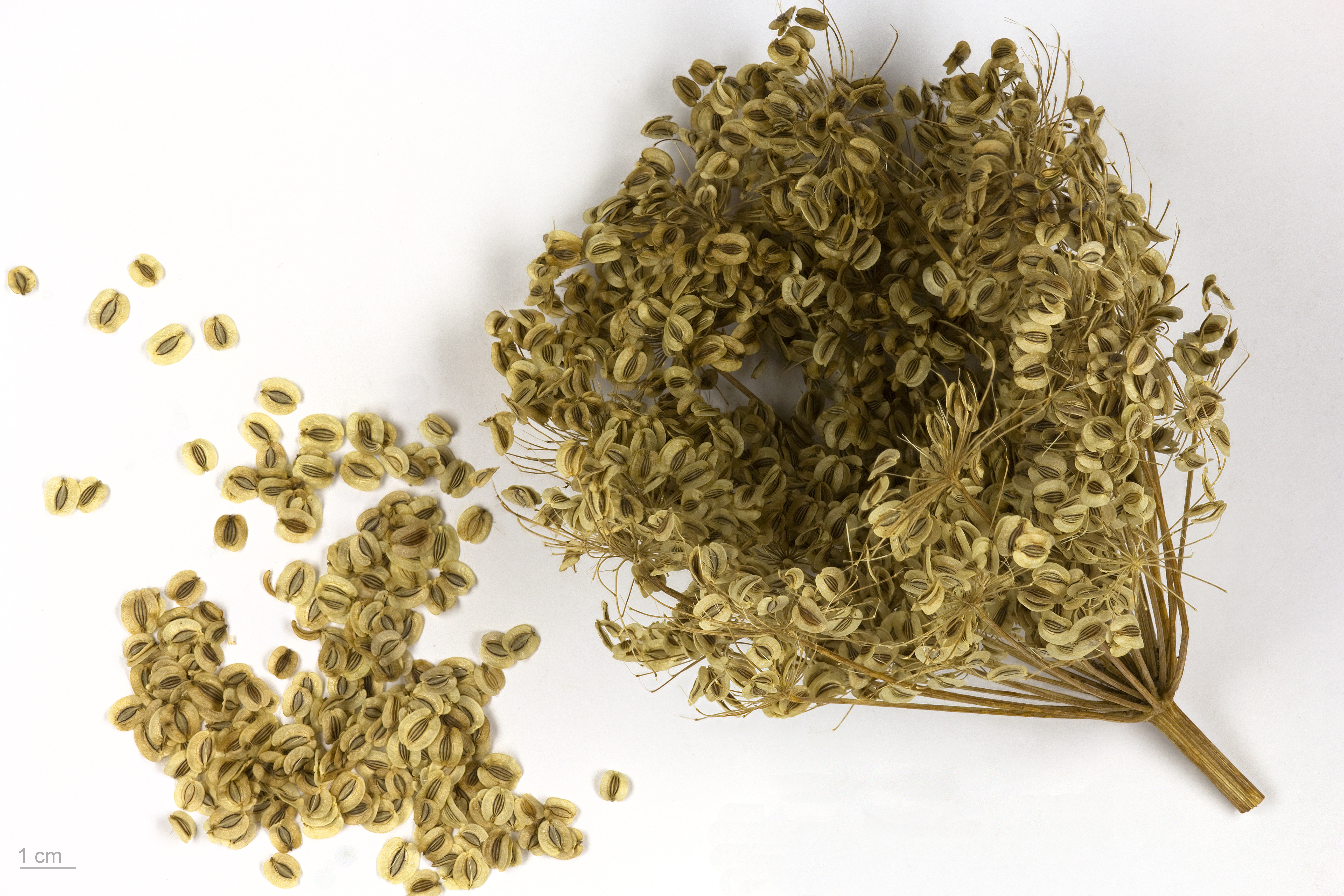
Fruchtstand und Früchte der Meisterwurz (Peucedanum ostruthium)

### Vegetative Merkmale
Haarstrang-Arten sind mehrjährige oder ausdauernde krautige Pflanzen. Am Stängelgrund der meisten Arten befindet sich ein faseriger Schopf aus abgestorbenen Blattscheiden.
Die Laubblätter sind ein- bis mehrfach gefiedert oder ein- bis mehrfach dreizählig zusammengesetzt.

### Generative Merkmale
Die Blüten stehen in deutlich doppeldoldigen Blütenständen zusammen. Die Hüllblätter fehlen oder sind mehrere, wenn vorhanden, dann ungeteilt. Die Hüllchenblätter sind meist vorhanden und zahlreich, seltener fehlend.
Die überwiegend zwittrigen Blüten besitzen eine doppelte Blütenhülle. Es sind meist deutliche Kelchzähne vorhanden, seltener fehlen sie. Die weißen, rötlichen, gelblichen oder grünlichen Kronblätter besitzen eine lange einwärts gebogenen Spitze und sind an der Umbiegestelle häufig ausgerandet. Der Fruchtknoten wie auch später die Frucht sind kahl.
Die Früchte sind am Rücken (dorsal) stark abgeflacht, dadurch wird die Fugenfläche groß. Die Hauptrippen am Rand der flachen Spaltfrucht sind geflügelt. Die rückenständigen Hauptrippen springen deutlich vor. Unter den Tälchen gibt es je ein bis drei Ölstriemen, an der Fugenfläche zwei bis sechst. Der Griffel ist im Fruchtzustand ein- bis dreimal so lang wie das Griffelpolster. Der Fruchthalter ist frei und bis zum Grund gespalten.

## Systematik und Verbreitung
Die Gattung Peucedanum, benannt nach der schon im Mittelalter lateinisch so bezeichneten Art Echter Haarstrang, wurde 1753 durch Carl von Linné in Species Plantarum, Tomus I, Seite 245 und Genera Plantarum, 5. Auflage 1754  aufgestellt. Als Lektotypusart wurde 1929 Peucedanum officinale L. durch Albert Spear Hitchcock in Nomenclature Proposals by British Botanists, Seite 139 festgelegt.
Die Gattung Peucedanum gehört zur Tribus Selineae in der Unterfamilie Apioideae innerhalb der Familie der Apiaceae.
Es wurden viele Arten der Gattung Peucedanum s. l. in andere Gattungen ausgegliedert, beispielsweise in Dichoropetalum Fenzl oder Afroligusticum C.Norman. Die nordamerikanischen Arten sind beispielsweise in Lomatium Raf. oder Cymopterus Raf. Es gibt Autoren, bei denen nur noch acht bis zehn Arten in der Gattung Peucedanum s. str. verbleiben, die nur in Eurasien vorkommen.
Die 100 bis 120 Arten sind in Eurasien und Afrika verbreitet. In China gibt es etwa 40 Arten, 33 davon nur dort. In Europa kommen etwa 29 Arten vor. Die in Mitteleuropa vorkommenden Arten sind:
Elsässer Haarstrang (Peucedanum alsaticum), Quirl-Haarstrang (Peucedanum altissimum), Österreichischer Haarstrang (Peucedanum austriacum), Hirschwurz-Haarstrang (Peucedanum cervaria), Kümmel-Haarstrang (Peucedanum carvifolia), Echter Haarstrang (Peucedanum officinale), Berg-Haarstrang (Peucedanum oreoselinum), Meisterwurz (Peucedanum ostruthium), Raibler Haarstrang (Peucedanum rablense).
Die Gattung Peucedanum umfasst je nach Autor (8 bis 200) 100 bis 120 Arten (Auswahl):
| - Peucedanum acaule R.H.Shan & M.L.Sheh: Dieser Endemit gedeiht auf alpinen Matten in Höhenlagen von etwa 3500 Metern nur in Huize im nordöstlichen Yunnan. - Peucedanum adae Woronow: Sie kommt in Georgien und im Kaukasusraum vor. - Peucedanum aegopodioides (Boiss.) Vandas (Syn.: Cervaria aegopodioides (Boiss.) Pimenov): Sie kommt auf der Balkanhalbinsel, in der Türkei und im Kaukasusraum vor. - Peucedanum alpinum (Schult.) B.L.Burtt & P.H.Davis (Syn.: Ormosolenia alpina (Schult.) Pimenov): Sie kommt auf Kreta und in der Türkei vor. - Elsässer Haarstrang (Peucedanum alsaticum L.): Das Verbreitungsgebiet umfasst Mittel-, Ost- und Südeuropa, Mittelasien, Sibirien und den Kaukasusraum. - Quirl-Haarstrang (Peucedanum altissimum (Mill.) Thell., Syn.: Peucedanum verticillare (L.) W.D.J.Koch ex DC., Tommasinia verticillaris (L.) Bertol.): Die europäische Heimat reicht von Österreich über die Schweiz bis Italien, Slowenien und Kroatien. - Peucedanum ampliatum K.T.Fu: Dieser Endemit gedeiht in Höhenlagen von 1600 bis 2000 Metern nur im südöstlichen Shaanxi. - Peucedanum angelicoides H.Wolff: Sie gedeiht in Höhenlagen von 2500 bis 3000 Metern in den chinesischen Provinzen südwestliches Guizhou, Sichuan sowie nordwestliches Yunnan. - Peucedanum arenarium Waldst. & Kit.: Sie ist in Ungarn, Serbien, Kroatien, Bosnien und Herzegowina, Montenegro, Bulgarien, Rumänien, Albanien, Mazedonien, Griechenland, in der Türkei, in Moldawien, in der Ukraine, in Tschechien, in der Slowakei und im europäischen Russland verbreitet. - Österreichischer Haarstrang (Peucedanum austriacum (Jacq.) W.D.J.Koch): Das Verbreitungsgebiet reicht von Frankreich und Italien bis zur Schweiz, Österreich, der Balkanhalbinsel bis Bulgarien und Rumänien. - Peucedanum baicalense (I.Redowsky ex Willdenow) W.D.J.Koch: Sie kommt in der Mongolei, in Sibirien, in Heilongjiang und in Nei Mongol vor. - Peucedanum caespitosum H. Wolff: Sie gedeiht in Höhenlagen von 1300 bis 2500 Metern kommt in Hebei. - Kümmel-Haarstrang (Peucedanum carvifolia Vill., Syn.: Dichoropetalum carvifolia (Vill.) Pimenov & Kljuykov) - Peucedanum caucasicum (M.Bieb.) K.Koch (Syn.: Dichoropetalum caucasicum (M.Bieb.) Soldano, Galasso & Banfi): Sie kommt von der Türkei und dem Kaukasusraum bis zum Iran vor. - Hirschwurz-Haarstrang (Peucedanum cervaria (L.) Lapeyr.): Das Verbreitungsgebiet umfasst Mitteleuropa und reicht bis Nordspanien, Italien, Albanien und Litauen. Sie wird auch von manchen Autoren als Cervaria rivini Gaertn. in die Gattung Cervaria gestellt. - Peucedanum cervariifolium C.A.Mey. - Peucedanum chinense M.Hiroe: Sie gedeiht in Wäldern nur im westlichen Sichuan. - Peucedanum coriaceum Rchb.: Sie kommt in Frankreich, Italien, Slowenien, Kroatien, Bosnien und Herzegowina sowie Montenegro vor. - Peucedanum delavayi Franch.: Dieser Endemit gedeiht in Höhenlagen von 2600 bis 3400 Metern nur im nordwestlichen Yunnan. - Peucedanum dielsianum Fedde ex H.Wolff: Sie kommt in den chinesischen Provinzen Chongqing und im südwestlichen Hubei vor. - Peucedanum dissolutum (Diels) H.Wolff: Sie kommt in den chinesischen Provinzen Chongqing, nordöstliches Guizhou und südöstliches Sichuan vor. - Peucedanum elegans Komarov: Sie kommt in Russland, Japan, Korea, in Heilongjiang und in Jilin vor. - Peucedanum falcaria Turczaninow: Sie kommt in Sibirien, in der nördlichen Mongolei und im nordöstlichen Xinjiang vor. - Peucedanum formosanum Hayata: Sie kommt in Taiwan und in den chinesischen Provinzen Guangdong, Guangxi sowie Jiangxi vor. - Peucedanum franchetii C.Y.Wu & F.T.Pu: Dieser Endemit gedeiht in Höhenlagen von etwa 3000 Meter nur im nordwestlichen Yunnan. - Peucedanum gabrielae R.Frey: Sie kommt in Griechenland vor. - Peucedanum gallicum Latourr.: Sie kommt in Portugal, Spanien und Frankreich vor. - Peucedanum guangxiense R.H.Shan & M.L.Sheh: Dieser Endemit gedeiht im tropischen Karstgebiet in Höhenlagen von etwa 300 Metern nur im westlichen Guangxi (in Jingxi sowie Wuming). - Peucedanum guvenianum Yıldırım & H.Duman: Sie wurde 2017 aus dem türkischen Westanatolien erstbeschrieben. Sie ist nur von einem Fundort in der Provinz Izmir bekannt. - Peucedanum harry-smithii Fedde ex H.Wolff: Es gibt drei Varietäten: - Peucedanum harry-smithii var. grande (K.T.Fu) R.H.Shan & M.L.Sheh: Sie gedeiht in Lücken zwischen Felsen in Trockentälern in Höhenlagen von 300 bis 2000 Metern in den chinesischen Provinzen westliches Hebei (nur im Xiaowutai Shan), südliches Shaanxi sowie nordöstliches NE Shanxi (nur in Wutai). - Peucedanum harry-smithii var. harry-smithii (C.B.Clarke) Ridley (Syn.: Peucedanum hirsutiusculum (Y.C.Ma) V.M.Vinogradova, Peucedanum praeruptorum subsp. hirsutiusculum Y.C.Ma): Sie gedeiht an Waldrändern, in Tälern und an Fließgewässern in Höhenlagen von 600 bis 2600 Metern in der südlichen Inneren Mongolei (im Daqing Shan sowie in Liangcheng) und in den chinesischen Provinzen südöstliches Gansu (nur in Pingliang), Hebei, westliches Henan (in Lingbao, Luoning), südliches Shaanxi (nur im Qin Ling), zentrales Shanxi (nur Taiyuan) sowie nordöstliches Sichuan (nur in Guangyuan). - Peucedanum harry-smithii var. subglabrum (R.H.Shan & M.L.Sheh) R.H.Shan & M.L.Sheh: Sie gedeiht an Waldrändern und auf gestörten Standorten in Höhenlagen von etwa 1000 Metern in den chinesischen Provinzen südliches bis westliches Henan und südliches Shaanxi (in Hu sowie Shangzhou). - Peucedanum henryi H.Wolff: Sie ist nur vom Holotypusbeleg bekannt und wurde an einem Berghang in Yichang im westlichen Hubei gesammelt. - Peucedanum hispanicum (Boiss.) Endl.: Sie kommt in Marokko, Algerien und Spanien vor. - Peucedanum japonicum Thunb.: Sie ist in Südkorea, in den chinesischen Provinzen Fujian, Jiangsu, Shandong sowie Zhejiang, in Hongkong, Taiwan, auf den japanischen Inseln Honshu, Kyushu sowie Shikoku und auf den Philippinen verbreitet. - Peucedanum lancifolium Lange: Sie kommt in Portugal, Spanien und Frankreich vor. - Peucedanum latifolium (M.Bieb.) DC.: Sie kommt in Kroatien, Serbien, Albanien, Rumänien, Moldawien, Ukraine, in europäischen Russland und im Kaukasusraum vor. - Peucedanum ledebourielloides K.F.Fu: Sie gedeiht in Höhenlagen von 400 bis 1000 Metern in den chinesischen Provinzen westliches Henan (nur in Lingbao) sowie südöstliches Shaanxi (nur im Hua Shan) vor. - Peucedanum lhasense C.B.Clarke ex H.Wolff: Sie wurde nur einmal (Holotypmaterial) im August 1904 durch Walton auf einem Hügel oberhalb Lhasa in Tibet gesammelt. - Peucedanum longshengense R.H.Shan & M.L.Sheh: Sie gedeiht an Waldrändern, an Berghängen und in Wiesen in Höhenlagen von 800 bis 2100 Metern in den chinesischen Provinzen nordöstliches Guangxi sowie südliches Jiangxi (nur Shangyou, Xunwu). - Peucedanum longifolium Waldst. & Kit.: Sie kommt in Kroatien, Serbien, Bosnien und Herzegowina, Montenegro, Albanien, Mazedonien, Griechenland, Bulgarien, Rumänien, Türkei, Georgien und im Nordkaukasus vor. - Peucedanum lowei (Coss.) Menezes: Dieser Endemit kommt nur auf Madeira vor. - Peucedanum luxurians Tamamsch.: Sie kommt nur in Aserbaidschan vor. - Peucedanum macilentum Franchet: Sie gedeiht an grasigen Standorten an Berghängen in Höhenlagen von 3000 bis 4200 Metern im südwestlichen Sichuan (nur Miyi, Yanyuan) sowie nordwestlichen Yunnan (in Heqing, Tengchong, Weixi). - Peucedanum mashanense R.H.Shan & M.L.Sheh: Dieser Endemit gedeiht in Höhenlagen von etwa 300 Metern nur in Mashan im westlichen-zentralen Guangxi. - Peucedanum medicum Dunn: Es gibt zwei Varietäten: - Peucedanum medicum var. gracile Dunn ex R.H.Shan & M.L.Sheh: Sie wurde 1986 erstbeschrieben. Sie gedeiht an feuchten Felshängen und an grasigen Standorten in Höhenlagen von etwa 1100 Metern in den chinesischen Provinzen Chongqing sowie südwestliches Hubei (nur in Hefeng, Lichuan). - Peucedanum medicum var. medicum (C.B.Clarke) Ridley: Sie gedeiht an feuchten Felshängen und an grasigen Standorten in Höhenlagen von 700 bis 2000 Metern in den chinesischen Provinzen Chongqing, nördliches Guangdong (nur im Lian Xian), nordöstlichen Guangxi (nur Guanyang), östlichen Guizhou (nur Zhenyuan), westlichen Hubei (nur Badong, Jianshi), Hunan (nur Jishou, Shaoyang), westlichen Jiangxi (nur Lianhua, Wugong Shan) sowie nordöstlichen Sichuan (nur Wanyuan). - Peucedanum morisonii Besser ex Sprengel: Sie kommt in Kasachstan, in Sibirien und im nördlichen Xinjiang vor. - Peucedanum nanum R.H.Shan & M.L.Sheh: Dieser Endemit gedeiht an trockenen Berghängen in Höhenlagen von 3500 bis 3800 Metern nur in Lhasa sowie Xigazê im südlichen Tibet. - Peucedanum nebrodense (Guss.) Nyman: Dieser Endemit kommt nur auf Sizilien vor. - Echter Haarstrang (Peucedanum officinale L.): Das Verbreitungsgebiet reicht von Südwest- und Südosteuropa bis Mitteleuropa und Großbritannien. Es gibt mehrere Unterarten. - Berg-Haarstrang (Peucedanum oreoselinum (L.) Moench): Das Verbreitungsgebiet reicht von Europa bis zum Kaukasus. Sie wird von manchen Autoren auch als Oreoselinum nigrum Delarbre in die Gattung Oreoselinum Mill. gestellt. - Peucedanum obtusifolium Sm.: Sie kommt in Griechenland und in der europäischen sowie asiatischen Türkei vor. - Meisterwurz (Peucedanum ostruthium (L.) W.D.J.Koch): Das Verbreitungsgebiet reicht von Spanien und Frankreich bis Italien, die Balkanhalbinsel, die Schweiz, Österreich, Deutschland, Tschechien und Polen. - Peucedanum ozhatayiorum Akpulat & Akalın: Sie kommt in der Türkei vor. - Sumpf-Haarstrang (Peucedanum palustre (L.) Moench) - Peucedanum piliferum Handel-Mazzetti: Sie ist nur vom Holotypusmaterial bekannt, das am Waldrand und am Grashang im nordöstlichen China gesammelt wurde. - Peucedanum praeruptorum Dunn: Sie gedeiht an Waldrändern und an Grashängen in Höhenlagen von 200 bis 2000 Metern in den chinesischen Provinzen Anhui, Fujian, Gansu, Guangxi, Guizhou, Henan, Hubei, Hunan, Jiangsu, Jiangxi, Sichuan sowie Zhejiang. Der „Wurzelstock“ ist in der traditionalen chinesischen Medizin unter dem Namen „qian hu“ wichtig. - Peucedanum pricei N.D.Simpson: Sie kommt in der nördlichen bis westlichen Mongolei und in der Inneren Mongolei vor. - Peucedanum pubescens Hand.-Mazz.: Sie gedeiht auf alpinen Matten in Höhenlagen von 1900 bis 3000 Metern im südwestlichen Sichuan (nur in Huili, Miyi) und in Yunnan (in Lufeng, Luquan, Wuding). - Raibler Haarstrang (Peucedanum rablense W.D.J.Koch): Das Verbreitungsgebiet umfasst Österreich, Italien, Slowenien und das frühere Jugoslawien. - Peucedanum rochelianum Heuff.: Sie kommt in Ungarn, Bosnien und Herzegowina und Rumänien vor. - Peucedanum rubricaule R.H.Shan & M.L.Sheh: Sie gedeiht in Höhenlagen von 2000 bis 3000 Metern im südlichen Sichuan und nordwestlichen Yunnan. - Peucedanum ruthenicum M.Bieb.: Er ist von Bulgarien über Ciskaukasien bis zum europäischen Teil Russlands verbreitet. - Peucedanum salinum Spreng. - Peucedanum sandwicense Hillebr.: Diese seltene Art kommt nur auf den hawaiianischen Inseln Maui, Molokai, Kauai sowie Oahu vor. Es ist die einzige Peucedanum-Art auf Hawaii. - Peucedanum songpanense R.H.Shan & F.T.Pu: Dieser Endemit gedeiht in lichten Birken-Wäldern und an Rändern von Kulturland in Höhenlagen von 2800 bis 3000 Metern nur in Songpan im nördlichen Sichuan vor. - Peucedanum stepposum Y.Huei Huang: Sie gedeiht in Steppen in Höhenlagen von 100 bis 1300 Metern im westlichen Heilongjiang (nur in Anda, Zhaodong), westlichen Jilin (nur in Shuangliao, Qian Gorlos) sowie nördlichen Liaoning (nur in Faku). - Peucedanum terebinthaceum (Fischer ex Treviranus) Ledeb.: Es gibt mindestens zwei Varietäten: - Peucedanum terebinthaceum var. deltoideum (Makino ex Y.Yabe) Makino (Syn.: Peucedanum deltoideum Makino ex Y.Yabe): Sie kommt in Russland, Korea, Japan und in den chinesischen Provinzen nordöstliches Hebei (nur Xinglong), Heilongjiang (nur Yichun), südliches Jilin (nur Antu) sowie Liaoning (nur im Qian Shan) vor. - Peucedanum terebinthaceum var. terebinthaceum (C.B.Clarke) Ridley (Syn.: Peucedanum paishanense Nakai, Peucedanum terebinthaceum var. paishanense (Nakai) Y.Huei Huang): Sie kommt in Sibirien, im östlichen Teil der Inneren Mongolei (nur im Großen Hinggan-Gebirge) und in den chinesischen Provinzen nordöstliches Hebei, Heilongjiang (nur Luobei, Shangzhi), südliches Jilin (Antu), Liaoning (nur Anshan, Qian Shan) vor. - Peucedanum torilifolium H.Boissieu: Sie ist nur vom Holotypusmaterial bekannt, das am Waldrand und am Straßenrand am Berghang in Kangding im westlichen Sichuan gesammelt wurde. - Peucedanum turgeniifolium H.Wolff (Syn.: Peucedanum pulchrum H.Wolff): Sie gedeiht in Höhenlagen von 2000 bis 3600 Metern im südlichen Gansu (nur Jonê, Têwo) und nördlichen Sichuan. Sie wird als Heilpflanze verwendet. - Peucedanum veitchii H.Boissieu: Sie ist nur vom Holotypusmaterial bekannt, das an Berghängen in Höhenlagen von etwa 2900 Metern in Songpan im nördlichen Sichuan gesammelt wurde. - Peucedanum venetum (Spreng.) W.D.J.Koch: Sie kommt in Spanien, Frankreich, Italien, in der Schweiz, in Slowenien und Kroatien vor. - Peucedanum violaceum R.H.Shan & M.L.Sheh: Sie gedeiht in Höhenlagen von 2100 bis 3500 Metern nur im südöstlichen Tibet nur in Mainling sowie Nyingchi. Sie wird als Heilpflanze verwendet. - Peucedanum vourinense (Leute) Hartvig: Sie kommt in Griechenland vor. - Peucedanum wawrae (H.Wolff) Su ex M.L.Sheh: Sie gedeiht an Waldrändern und an Grashängen in Höhenlagen unterhalb von 500 Metern in Anhui (in Chaohu und Xiaoxian), im nördlichen bis westlichen Jiangsu und in Shandong (am Tai Shan sowie in Zhifu). - Peucedanum wulongense R.H.Shan & M.L.Sheh: Sie gedeiht am Ufern von Fließgewässern und an steinigen Hängen in Höhenlagen von etwa 600 Metern nur im Gebiet der chinesischen Stadt Chongqing. - Peucedanum yunnanense H.Wolff: Diese Art ist nur vom Typusmaterial bekannt, das 1925 an Berghängen in einer Höhenlage von etwa 2000 Metern nur in Kunming in Yunnan gefunden wurde. - Peucedanum zedelmeyerianum Manden.: Sie kommt in der Türkei und in Armenien vor. |

Nicht mehr zur Gattung Peucedanum gehört beispielsweise:
- Peucedanum capense (Thunb.) Sond. → Notobubon capense (Eckl. & Zeyh.) Magee: Sie kommt nur in den südafrikanischen Provinzen Nord- sowie Westkap vor.
- Peucedanum macrocarpum Nutt. ex Torr. & A.Gray → Lomatium macrocarpum (Torrey & A.Gray) J.Coulter & Rose: Sie ist im westlichen bis zentralen Nordamerika verbreitet.
- Peucedanum petitianum A.Rich. → Afroligusticum petitianum (A.Rich.) P.J.D.Winter: Sie kommt in Ostafrika vor.
- Peucedanum winkleri H.Wolff, Peucedanum linderi C.Norman, Peucedanum aberdaricum Chiov., → Afroligusticum linderi (C.Norman) P.Winter: Sie ist in der Demokratischen Republik Kongo, in Kenia, Tansania, Uganda, Malawi, Mosambik sowie Simbabwe verbreitet.

## Weiterführende Literatur
- H. Askin Akpulat, Emine Akalın: Peucedanum ozhatayiorum (Apiaceae), a New Species from NE Turkey. In: Annales Botanici Fennici, Volume 47, Issue 1, 2010, S. 59–62. doi:10.5735/085.047.0107
- Mehmet Sağıroğlu, Hayri Duman: Ferula brevipedicellata and F. duranii (Apiaceae), Two New Species from Anatolia, Turkey., Annales Botanici Fennici, Volume 47, Issue 4, 2010, S. 293–300. doi:10.5735/085.047.0405

- Karte mit allen verlinkten Seiten:
- OSM |
- WikiMap